# Eupithecia plantei
Eupithecia plantei är en fjärilsart som beskrevs av Claude Herbulot 1981. Eupithecia plantei ingår i släktet Eupithecia och familjen mätare. Inga underarter finns listade i Catalogue of Life.